# Mysta syphodonta
Mysta syphodonta är en ringmaskart som först beskrevs av Delle Chiaje in Bergström 1914.  Mysta syphodonta ingår i släktet Mysta och familjen Phyllodocidae. Inga underarter finns listade i Catalogue of Life.